# Războiul de Continuare
Războiul de Continuare (în finlandeză jatkosota, în suedeză fortsättningskriget) a fost un conflict armat între Finlanda și Uniunea Sovietică, parte a celui de-al Doilea Război Mondial. Conflictul a debutat cu acțiunile agresive purtate de pe teritoriul finlandez împotriva sovieticilor la 21 și 22 iunie și bombardamentele rusești de la 25 iunie 1941 și s-a încheiat cu încetarea focului de partea finlandeză la 4 septembrie și de partea sovietică la 5 septembrie 1944. Marea Britanie a declarat război Finlandei la 6 decembrie 1941, dar nu a participat direct la război. Sprijinul material și cooperarea militară cu Germania nazistă a fost de maximă importanță pentru finlandezi în lupta lor cu mult mai marele lor vecin. Războiul a sfârșit în mod oficial odată cu semnarea Tratatului de pace de la Paris din 1947.
Finlandezii au folosit acest nume pentru conflictul cu sovieticii pentru a face clară legătura acestuia cu Războiul de Iarnă (30 noiembrie 1939 – 12 martie 1940). Din punctul de vedere sovietic acest război nu este decât cel mult un alt front al Marelui Război pentru Apărarea Patriei împotriva Germaniei naziste și a aliaților ei. Acest război a fost tot timpul considerat de finlandezi ca un conflict separat de cel de-al Doilea Război Mondial, poziție considerată inacceptabilă de conducerea politică a Germaniei, principalul sprijinitor al Finlandei.

## Cadrul general
Deși bătăliile Războiului de Continuare au fost duse la periferia teatrelor de luptă ale celui de-al doilea război mondial, iar efectivele militare angajate în luptă au fost relativ reduse, istoria și implicațiile sale sunt extrem de interesante din mai multe puncte de vedere, în primul rând care țin de morală și drept internațional. Marea Britanie și dominioanele sale au declarat război Finlandei în toamna anului 1941, însă Statele Unite ale Americii nu au urmat exemplul aliatului lor. Trebuie recunoscut că au fost puține lupte între trupele finlandeze și cele britanice. Avioanele britanice Fairey Swordfish au bombardat portul finlandez Petsamo din nordul îndepărtat. Se afirmă că unitățile de interceptare radio finlandeze și ofițerii de contrainformații finlandezi au participat efectiv la acțiunile germanilor împotriva convoaielor britanice care se îndreptau către portul sovietic Murmansk.
În timpul conflictului Finlanda a acționat în cooperare cu Germania împotriva Uniunii Sovietice, care în schimb era aliată cu Marea Britanie și Statele Unite ale Americii. Amintirile dureroase ale cedărilor teritoriale pe care au fost obligați finlandezii să le facă la încheierea Războiul de Iarnă (1939-1940), ca și lipsa de voința sau incapacitatea Aliaților în a-i sprijini pe finlandezi în acest război, au fost principalele motivații ale alegerii alianței cu Germania nazistă.
Problema este forte puțin controversată în Finlanda, și cei mai mulți  finlandezi consideră și în ziua de astăzi că țara nu ar fi supraviețuit acestui ultim conflict fără ajutorul german. Dacă în deceniile al șaptelea și al optulea al secolului trecut s-a afirmat că acest război a fost o opțiune greșită, în zilele noastre este tot mai răspândită părerea că Finlanda nu a putut să facă nimic pentru a evita izbucnirea Războiului de Iarnă și a războiului de continuare.
Cele mai importante evenimente ale celui de-al doilea război mondial ca și bătăliile importante ale acestui conflict mondial au avut un impact semnificativ asupra desfășurării Războiului de Continuare: 
- Invazia Germaniei a Uniunii Sovietice a fost în strânsă legătură cu începerea luptelor Războiului de Continuare.
- Invazia Aliaților în Franța (Bătălia din Normandia) a fost coordonată cu o ofensivă sovietică majoră pe frontul finlandez (9 iunie–15 iulie 1944), ceea ce a dus la formarea unei alianțe militare de cinci săptămâni între o republică democratică – Finlanda – și o dictatură fascistă – Germania – între 26 iunie și 4 august 1944.
- Cursa pentru cucerirea Berlinului dintre URSS și SUA a făcut ca Războiul de Continuare să fie încheiat datorită dezinteresului manifestat la acea dată de sovietici pentru Europa de Nord.

### Scopurile războiului
Principalul obiectiv al Finlandei în timpul participării la cel de-al Doilea Război Mondial a fost acela de a supraviețui războiului ca un stat independent, capabil să-și mențină suveranitatea într-un mediu politic ostil. În mod special în Războiul de Continuare Finlanda a urmărit recucerirea teritoriilor pierdute după semnarea tratatului de pace de la Moscova din 1940, dar și de a-și extinde teritoriul mai către est, pentru asigurarea supraviețuirii populației finice din Karelia de Est. S-a încercat astfel crearea Finlandei Mari, așa cum cereau zgomotos grupurile de dreapta și de extremă dreapta. Succesele inițiale ale finlandezilor au fost plătite în cele din urmă cu importante jertfe omenești, despăgubiri de război, pierderi teritoriale, deteriorarea reputației pe arena internațională și subordonarea pentru multă vreme la politica internațională sovietică.
Obiectivele sovietice în acest război sunt greu de precizat, în principal datorită secretomaniei staliniste. Uniunea Sovietică era în al patrulea deceniu al secolului al XX-lea o putere militară mediocră, și toate acțiunile sale de până la izbucnirea acestui nou conflict ruso-finlandez pot fi considerate măsuri defensive realizate prin mijloace ofensive. Partiționarea împreună cu Germania nazistă a Poloniei, anexarea statelor baltice și a Basarabiei și invazia Finlandei în Războiul de Iarnă sunt toate elemente ale politicii de construire a unei zone de securitate de jur împrejurul Uniunii Sovietice, similară înființării de mai târziu a Pactului de la Varșovia a statelor satelit comuniste și a semnării cu Finlanda postbelică a unui acord de prietenie, cooperare și asistență mutuală.

### Mai înainte de izbucnirea războiului mondial
Deși Karelia Răsăriteană nu a fost niciodată parte a Finlandei, majoritatea locuitorilor regiunii erau înrudiți cu finlandezii. După declararea independenței Finlandei, numeroase voci au cerut anexarea Kareliei Răsăritene cu scopul declarat al eliberării locuitorilor ei de opresiunea sovietică. Ca rezultat, au avut loc câteva expediții (expediția Viena și expediția Aunus), dar acestea au eșuat. Finlanda a ridicat problema Kareliei Răsăritene de câteva ori la Liga Națiunilor, dar fără nici un succes.
În cercurile politice, altele decât cele de stânga, rolul Imperiului German în victoria guvernului "alb finlandez" împotriva rebelilor socialiști din timpul războiului civil finlandez era amintit cu simpatie, deși toată lumea prefera să amintească de sprijinul britanic și scandinav decât de cel german. Politica de securitate a noului stat independent finlandez s-a îndreptat mai întâi către formarea unui cordon sanitar alături de alte țări care de-abia își câștigaseră independența: Polonia, țările baltice, dar negocierile nu au dus la nici un rezultat, și ca urmare politica sa de securitate s-a îndreptat către Liga Națiunilor. Încercările de formare a unor alianțe pentru securitate cu țările scandinave nu au fost nici ele încununate de succes. În 1932, Finlanda și URSS au semnat un pact de neagresiune, dar până și analiștii contemporani l-au considerat lipsit de orice valoare practică.

### Pactul Molotov-Ribbentrop și Războiul de Iarnă
Pactul Molotov-Ribbentrop din 1939 i-a dat posibilitatea Uniunii Sovietice să facă presiuni asupra Finlandei și țărilor baltice. Statele baltice au cedat rapid presiunilor rusești, dar Finlanda a continuat să se opună mai marelui său vecin. Ca rezultat, la 30 noiembrie 1939, URSS a declanșat Războiul de Iarnă. Condamnarea acestei agresiuni de către Liga Națiunilor și de către statele din întreaga lume nu a avut nici un efect asupra politicii sovietice. S-au făcut planuri pentru acordarea unui ajutor internațional Finlandei, dar s-a făcut foarte puțin în acest sens.
Tratatul de pace de la Moscova semnat în 1940, care a pus capăt în mod oficial Războiului de Iarnă, a fost perceput ca o mare nedreptate în Finlanda și nu numai. O cincime din teritoriul Finlandei și 11% din terenurile agricole au fost pierdute. Peste 12% din populația Finlandei a trebuit să se mute din teritoriul cedat Uniunii Sovietice. Hanko a fost închiriat URSS-ului ca bază militară. Totuși, Finlanda a reușit să evite anexarea întregii țări de către URSS.

### Pacea Interimară – Välirauha
Tratatul de pace de la Moscova din 1940 a fost un șoc pentru finlandezi. Tratatul de pace a fost considerat prăbușirea definitivă a politicii externe finlandeze, politică care fusese bazată pe garanțiile internaționale de securitate și pe dreptul internațional. Semnarea unor tratate bilaterale era acum văzută ca o cale de rezolvare a problemelor chiar prin reactivarea unor relații până atunci înghețate, așa cum erau cele cu Uniunea Sovietică sau Al treilea Reich. Opinia publică finlandeză cerea retrocedarea Kareliei Finlandeze și toate speranțele au fost investite în conferința de pace care ar fi urmat după încheierea conflictului mondial.
Deși fusese semnat un tratat de pace, starea de război și cenzura nu au fost revocate, în principal datorită izbucnirii celui de-al doilea război mondial, greutăților în aprovizionarea cu alimente, cât și datorită stării proaste în care se afla armata finlandeză. Aceste fapte i-au permis președintelui Kyösti Kallio să-i ceară mareșalului Mannerheim să rămână în fruntea armatei și să supervizeze acțiunile de reînarmare și de construire de noi fortificații. De-a lungul anului 1940, Finlanda a primit materiale cumpărate sau primite donație în timpul sau după încheierea războiului de iarnă. Cheltuielile în sectorul militar au reprezentat 45 % din bugetul Finlandei pentru anul 1940. Tratatul de comerț pentru timp de război cu Marea Britanie a fost de neaplicat datorita ocupării de către Germania a Norvegiei și Danemarcei.
Germania nazistă a atacat țările scandinave la 9 aprilie 1940 în cadrul Operațiunii Weserübung. Finlanda, la fel ca și Suedia, a scăpat de ocupația germană, dar era practic încercuită de Al treilea Reich și Uniunea Sovietică. Importurile de fertilizatori pentru agricultură au fost puternic afectate, ceea ce a dus, împreună cu urmările Războiului de Iarnă, la o puternică criză alimentară. O parte a deficitului de alimente a putut fi acoperit din importurile din Suedia și, într-o proporție mai mică, din Uniunea Sovietică care, în plus, practica metoda întârzierilor livrărilor ca armă de presiune asupra Finlandei. În această situație, singura soluție care a fost găsită a fost apropierea de Germania.
Din mai 1940, Finlanda a început o campanie de restabilire a unor relații bune cu Germania. Mass-media finlandeză nu numai că s-a abținut să mai critice Germania Nazistă, dar a luat parte activ la campania de apropiere. Orice alte păreri care nu corespundeau acestei noi orientări au fost cenzurate. După bătălia pentru Franța, campania pro-germană a fost intensificată.
Punerea în practică a tratatului de pace de la Moscova a creat numeroase probleme. Reîntoarcerea forțată a utilajelor, locomotivelor și vagoanelor de cale ferată, inflexibilitatea sovieticilor în legătură cu soluțiile care ar fi putut ușura greutățile create de noua frontieră, așa cum erau drepturile de pescuit și folosirea canalului Saiamaa, au crescut neîncrederea în obiectivele Uniunii Sovietice. Noul ambasador sovietic la Helsinki, Ivan Zotov, se comporta nediplomatic și încerca să impună interesele sovietice în Finlanda. În toate rapoartele trimise Ministerului de externe, el susținea anexarea totală a Finlandei de către URSS.
La 23 iunie 1940 Uniunea Sovietică a pretins obținerea de drepturi cu privire la exploatarea minelor din Petsamo. La 27 iunie Moscova a pretins demilitarizarea regiunii Åland. După ce Suedia a semnat acordul cu privire la transferul de trupe cu Germania la 8 iulie, Uniunea Sovietică a cerut drepturi similare pentru tranzitul unităților sale către Hanko. Dreptul de tranzit a fost acordat la 6 septembrie, iar demilitarizarea regiunii Åland a fost semnată la 11 octombrie, dar negocierile asupra mineritului în Petsamo au continuat fără rezultate semnificative. URSS-ul mai pretindea și schimbări în politica internă finlandeză, precum era demisia lui Väinö Tanner din guvern. Toate acestea aminteau finlandezilor cum a decurs ocuparea republicilor baltice și mai apoi anexarea lor cu numai câteva luni mai devreme.
Adolf Hitler începuse, fără ca finlandezii să aibă știință despre acest fapt, planuri pentru invadarea Uniunii Sovietice. El nu fusese interesat de Finlanda mai înainte de Războiul de Iarnă, dar în momentele pregătirii Operațiunii Barbarossa el a descoperit valoarea Finlandei ca bază de operațiuni și, poate, a recunoscut și valoarea armatei finlandeze. În primele săptămâni ale lunii august germanii s-au temut că sovieticii aveau să atace imediat Finlanda, acesta fiind motivul pentru care Hitler a ridicat embargoului asupra exportul de armament în țara scandinavă. Au fost inițiate negocieri cu privire la dreptul de transfer al trupelor germane în Finlanda în schimbul armelor și altor materiale. Pentru al Treilea Reich, acest fapt a fost o încălcare a prevederilor pactului Molotov-Ribbentrop, iar pentru Finlanda o încălcare a tratatului de pace de la Moscova. Negociatorii sovietici au insistat ca drepturile de transfer a trupelor către Hanko să nu fie făcute publice, ceea ce a făcut mai ușor pentru finlandezi să țină secret Acordul cu privire la transferul trupelor germane, până când acestea și-au făcut apariția în țară.

### Calea către război

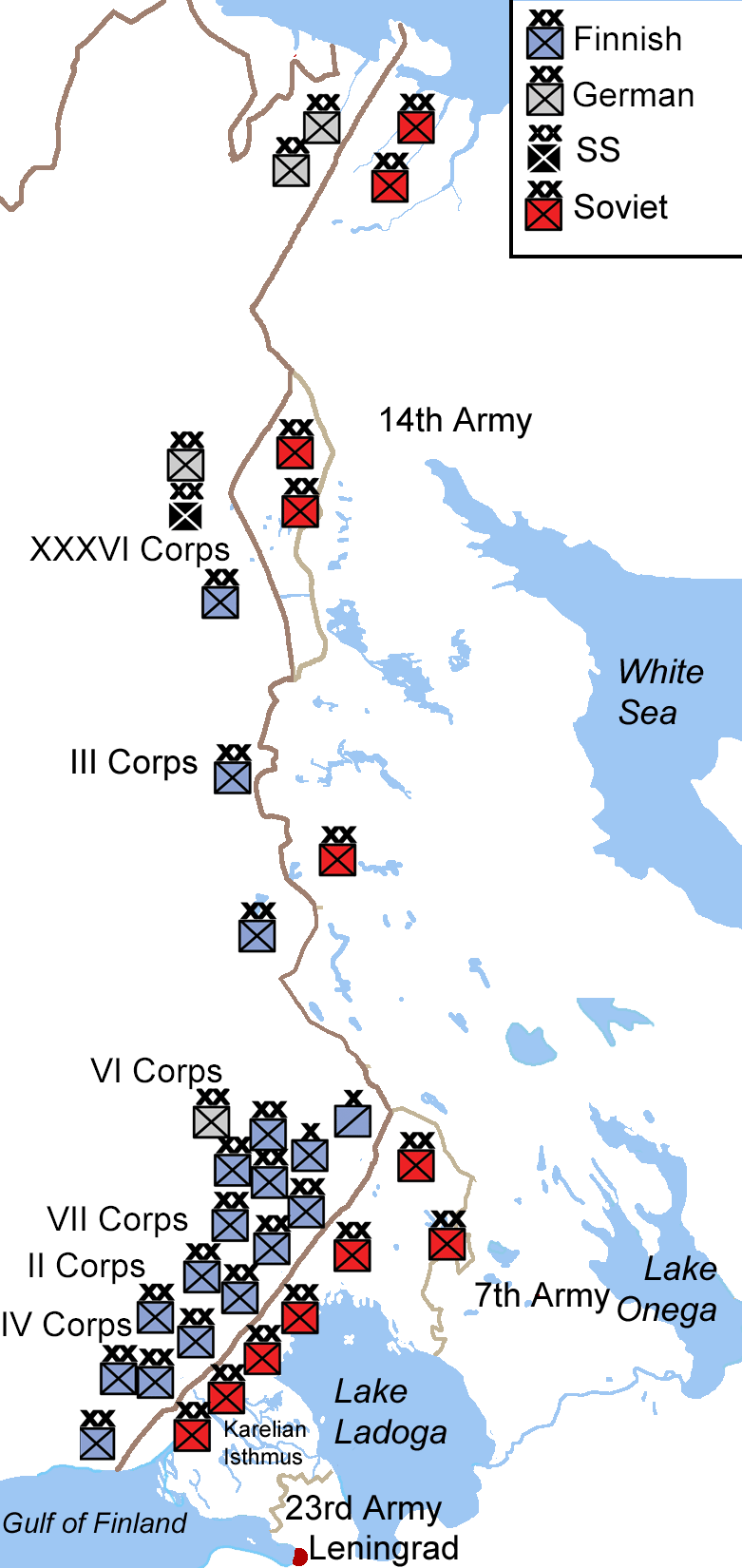
Efectivele forțelor finandezo-germane și sovietice la în ceputul războiului, în iunie 1941. Granițele finlandeze de dinaintea semnării Tratatului de pace de la Moscova (1940) sunt desenate cu o culoare deschisă.

Negocierile în legătură cu drepturile de minerit în zăcămintele de nichel din Petsamo au trenat timp de 6 luni, după care Ministerul sovietic de Externe a impus un termen limită foarte scurt pentru încheierea acestora. În aceeași zi Uniunea Sovietică a întrerupt livrarea de cereale către Finlanda. Ambasadorul sovietic Zotov a fost rechemat de la post la 18 ianuarie, iar în cadrul emisiunilor radio sovietice s-au început atacuri împotriva Finlandei. Germanii din nordul Norvegiei au raportat concentrarea a aproximativ 500 de vase pescărești în portul Murmansk, capabile să transporte o divizie. Hitler a ordonat trupelor germane din Norvegia să ocupe Petsamo (Operațiunea Renntier) imediat ce Uniunea Sovietică ar fi atacat Finlanda.
După eșecul negocierilor în problema minelor de nichel, activitățile diplomatice au fost întrerupte pentru câteva luni. În această perioadă interesul Germaniei pentru Finlanda a crescut necontenit.
Ministerul german de externe l-a trimis pe Ludwig Weissauer în Finlanda la 5 mai pentru a da asigurări că războiul dintre Germania și Uniunea Sovietică nu avea să fie lansat până în 1942. Conducerea finlandeză a dat crezare acestor spuse, cel puțin la nivel oficial și a retransmis acest mesaj către suedezi și britanici. Când războiul a izbucnit numai două săptămâni mai târziu, este de la sine înțeles că atât suedezii cât și englezii s-au considerat înșelați de finlandezi.
În primăvara anului 1941 au fost discutate cu autoritățile militare germane planuri comune de luptă, ca și problemele de comunicații și de securizare a rutelor maritime. Finlanda a făcut importante cereri pentru ajutor material. Finlanda era de acord să se alăture Germaniei în atacul împotriva Uniunii Sovietice în condițiile satisfacerii anumitor cereri preliminare: garantarea independenței țării, recuperarea teritoriilor pierdute în urma Războiului de Iarnă, eventual și a altora noi, continuarea livrărilor de cereale. În plus, finlandezii nu aveau să treacă frontiera mai înainte de atacul trupelor sovietice. Sosirea trupelor participante la Operațiunea Barbarossa a început la 7 iunie la Petsamo.
Parlamentul Finlandei a fost informat despre situația generală la 9 iunie,  zi în care au fost date ordinele pentru mobilizarea trupelor care aveau să asigure siguranța următoarelor faze ale mobilizării generale. La 20 iunie, guvernul finlandez a dat ordin ca 45.000 de oameni de la granița cu URSS să fie evacuați. La 21 iunie șeful Marelui Stat Major al Armatei Finlandeze, generalul Erik Heinrichs, a fost informat de partea germană cu privire la data atacului.

## Ofensiva finlandeză din 1941

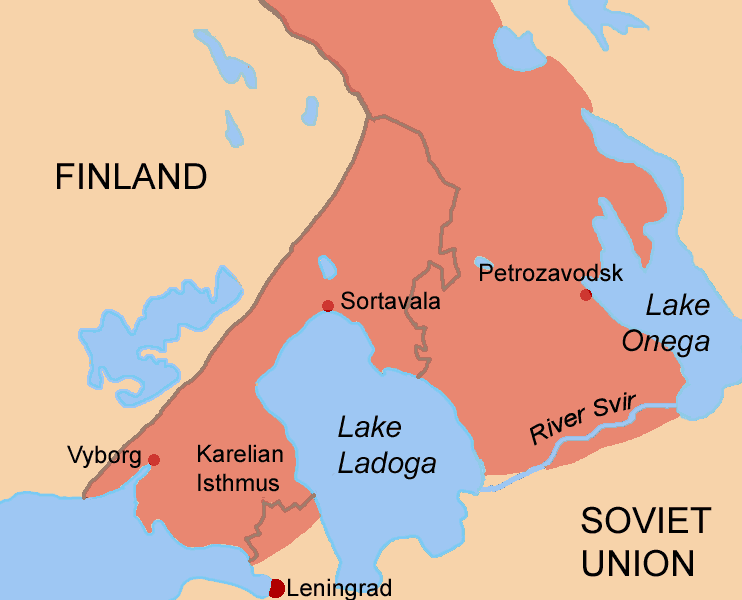
Pozițiiile cele mai avansate atinse de unitățile finlandeze în timpul războiului în continuare. Sunt desenate, de asemenea, granițele de dinainte și după războiul de iarnă.

Operațiunea Barbarossa începuse deja în nordul regiunii baltice în ziua de 22 iunie, când punătoarele de mine germane, care stătuseră ascunse în insulele finlandeze, au plasat două mari câmpuri de mine de-a latul Golfului Finic. Aceste câmpuri minate s-au dovedit în ultimă instanță suficient de bina amplasate pentru a bloca Flota sovietică a Mării Baltice în extrema estică a Golfului. Mai târziu în aceeași noapte bombardierele germane au traversat Golful Finic spre Leningrad și au minat portul orașului și râul Neva. La reîntoarcerea din misiune aceste avioane au fost realimentate pe aeroportul Utti. Finlanda s-a temut că Uniunea Sovietică ar putea încerca să ocupe Åland și a hotărât declanșarea Operațiunii Kilpapurjehdus în primele ore ale zilei de 22 iunie pentru asigurarea securității regiunii. Bombardierele sovietice au atacat vasele finlandeze în timpul operațiunii, fără însă să provoace pierderi inamicului.
În dimineața zilei de 22 iunie corpurile germane de vânători de munte Norvegia au declanșat Operațiunea Renntier și au început să avanseze din nordul Norvegiei către Petsamo. Finlanda nu a permis germanilor să atace direct de pe teritoriu național Uniunea Sovietică, astfel încât trupele germane ajunse în Petsamo și Salla au trebuit să nu deschidă focul. Au existat schimburi ocazionale și individuale de focuri între grănicerii sovietici și cei finlandezi, dar frontul a rămas în rest liniștit.
După trei zile, în zorii zilei de 25 iunie, Uniunea Sovietică a dezlănțuit o masivă ofensivă aeriană asupra 18 orașe cu ajutorul a 460 de avioane, țintind în special aeroporturi, dar lovind grav de asemenea și numeroase ținte civile. Uniunea Sovietică a justificat atacul ca fiind îndreptat direct împotriva țintelor germane de pe pământ finlandez, dar până și ambasada engleză a fost nevoită să recunoască inexactitatea acestor afirmații. La 25 iunie a fost convocată o ședință a parlamentului, în timpul căreia primul-ministru era așteptat să prezinte o notă despre starea de neutralitate a Finlandei în războiul germano-sovietic, dar bombardamentele rusești l-au făcut pe acesta să observe că încă o dată țara se afla de fapt în stare de război cu Uniunea Sovietică. Războiul de continuare se declanșase. Mai târziu, la 25 noiembrie 1941, Finlanda avea să se alăture Pactului Anticomintern.
Unitățile finlandeze deja mobilizate au început să se deplaseze către graniță la 21 iunie și au fost plasate pe poziții defensive de îndată ce au sosit în zona de frontieră. Finlanda a reușit să mobilizeze 16 divizii de infanterie, o brigadă de cavalerie și două brigăzi "Jäger", (unități de infanterie ușoară, cu excepția unui batalion din Brigada I Jäger, care era batalion de blindate, și care folosea echipament capturat de la sovietici). Au mai intrat în luptă și un număr redus de batalioane separate de grăniceri, care au fost folosite în special în misiuni de recunoaștere. Planificatorii militari sovietici estimaseră că finlandezii ar fi fost capabili să mobilizeze numai 10 divizii, așa cum făcuseră în timpul Războiului de Iarnă, dar nu au luat în calcul echipamentul militar pe care finlandezii reușiseră să-l procure între cele două conflicte armate și ampla acțiune de antrenare pentru luptă a tuturor bărbaților mobilizabili. În nordul Finlandei erau staționate și două divizii germane de vânători de munte la Petsamo și două divizii germane de infanterie se deplasau din Suedia spre Karelia, (iar, mai târziu, unul dintre regimente a fost redirijat de aici spre Salla).
În momentul în care a izbucnit războiul, în zona istmului Karelia era staționată Armata a 23-a formată din unităti de infanterie, infanterie motorizată și blindate. În Karelia era amplasată Armata a 7-a de infanterie. În regiunea  Murmansk-Salla se afla Armata a 14-a formată din 5 divizii de infanterie (o divizie de rezervă în Arhanghelsk) și una de tancuri. De asemenea, sovieticii dispuneau în zonă de aproximativ 40 de batalioane, regimente separate și unități de geniu care nu făceau parte din structura divionară. În Leningrad erau staționate 3 divizii de infanterie și un corp mecanizat.
Atacul inițial german împotriva forțelor aeriene sovietice nu a atins nici una dintre unitățile de aviație localizate în apropierea frontierei finlandeze, astfel încât rușii au putut angaja în luptă cele 750 de avioane ale Forțelor Aeriene Sovietice și o parte din cele 700 de avioane ale marinei Sovietice împotriva celor 300 de avioane finlandeze.
Războiul sovietic împotriva Germaniei nu s-a desfășurat așa de bine cum se prevăzuse în jocurile de război din perioada interbelică și, în scurtă vreme, Înaltul Comandament Sovietic a fost obligat să modifice ordinele de luptă și să mute unitățile militare în zonele cele mai amenințate. Astfel, în ciuda faptului că sovieticii începuse războiul împotriva Finlandei, ei  nu au putut continua planurile inițiale pentru o ofensivă aeriană de amploare în sprijinul atacurilor terestre. Din Karelia au fost retrase un corp mecanizat cu două divizii de blindate și o divizie de infanterie, lăsând forțele trecute în defensivă fără nici o unitate de rezervă.

### Recucerirea Kareliei și a Istmului Karelia
La început armata finlandeză a fost desfășurată pe poziții defensive, dar, la 29 iunie, Mannerheim a creat Armata Kareliei, comandantă de generalul-locotenent Heinrichs, și a dat ordin pentru începerea pregătirilor pentru atacarea trupelor sovietice din Karelia. Armata Kareliei era formată din două corpuri de armată și un grup de armată (cavalerie și infanterie). Lor li s-a alăturat mai târziu două regimente germane.
Forțele sovietice erau compuse din două divizii ale Armatei a 7-a. Sovieticii construiseră numeroase fortificații de-a lungul frontierei, în orașul Sortavala și pe drumurile către Värtsilä și Korpiselkä.
La 9 iulie s-a dat ordinul de începere a atacului. Sarcina străpungerii liniilor sovietice i-a revenit Corpului al 6-lea condus de eroul bătăliei de la Tolvajärvi, generalul maior Paavo Talvela. Generalul a împrumutat cât mai multe piese de artilerie disponibile de la alte unități ale Armatei Kareliei. După o intensă pregătire de artilerie, atacul s-a dezlănțuit la 10 iulie spre Korpiselkä.
Până la 23 august întreaga Karelie a fost cucerită, orașul Suojärvi fiind ultima localitate a regiunii intrată sub stăpânirea finlandeză. Până la 9 septembrie fusese recucerit și Istmul Karelia. Ofensiva finlandeză a reușit încercuirea și distrugerea mai multor unități sovietice, numai în câteva cazuri intervenția artileriei și blindatelor rusești reușind să salveze din încercuire un număr de luptători ai Armantei Roșii.

### Mișcările politice
La 10 iulie armata finlandeză a început înaintarea spre Istmul Karelia și nordul Lacului Ladoga. Ordinele lui Mannerheim erau clare în privința caracterului ofensiv al acțiunilor finlandeze. Până la sfârșitul lui august 1941, finlandezii atinseseră vechile granițe de dinaintea Războiului de Iarnă. Traversarea acestui aliniament a dus la tensiuni în armată, guvern, partidele parlamentare și în opinia publică. Continuarea atacului a câștigat numeroși adepți, dar și numeroși opozanți.
Relațiile internaționale ale Finlandei erau încordate în special cu Marea Britanie și Suedia, în special după ce ministrul de externe finlandez afirmase cu tărie că nu există absolut nici un fel de plan ofensiv și nici o cooperare militară coordonate cu germanii. Toate pregătirile militare finlandeze erau numai defensive, mai afirma ministrul finlandez.
Membrii de frunte ai guvernului suedez au sperat să îmbunătățească relațiile țării cu Germania nazistă prin sprijinirea indirectă a Operațiunii Barbarossa, în special prin intermediul Finlandei. Prim-ministrul Hansson și Ministrul de Externe Günther au ajuns însă la concluzia că sprijinul de care se bucura guvernul s-a redus simțitor după declarația "teaca sabiei" lui Mannerheim și mai ales după începerea a ceea ce putea fi definit clar ca război de cucerire. Rezultatul imediat a fost scăderea sprijinului suedez, ceea ce a dus la o mai mare dependență a finlandezilor de aprovizionarea cu alimente și muniții din Germania.
Commonwealthul a trecut imediat la blocada împotriva Finlandei, iar ambasadorul Marii Britanii a fost retras de urgență. La 31 iulie 1941, RAF au efectuat un raid aerian împotriva portului finlandez Petsamo. Pagubele au fost limitate, portul fiind aproape lipsit de vase la ancoră..
La 11 septembrie ambasadorul SUA Arthur Schoenfeld a fost informat că ofensiva în Istmul Karelia a fost oprită la frontiera de dinainte de Războiul de Iarnă și, în mod necondiționat, Finlanda nu avea să participe la o ofensivă împotriva Leningradului, ci avea să treacă pe poziții defensive și urma să aștepte o hotărâre politică. Ministrul de externe finlandez l-a rugat pe ambasadorul american ca aceste informații să nu ajungă la urechile germanilor.
La 22 septembrie, prin intermediul ambasadorului norvegian, guvernului finlandez i-a fost prezentată o notă a britanicilor prin care se cerea expulzarea tuturor trupelor germane din Finlanda și retragerea din Karelia Răsăriteană pe poziții aflate dincolo de frontierele existente înaintea Războiului de Iarnă. Marea Britanie amenința Finlanda cu declararea războiului. Declarația de război a fost remisă  de Ziua Independenței a Finlandei, 6 decembrie.
În decembrie 1941 armata finlandeză a atins malurile râului Svir, (care leagă extremitatea sudică a Lacului Ladoga cu Lacul Onega, râu care marchează limita sudică a Karelia Răsăriteană. La sfârșitul anului 1941 frontul s-a stabilizat pe aceste poziții, iar finlandezii nu au mai întreprins alte acțiuni ofensive majore în următorii doi ani și jumate de război. Moralul trupelor a scăzut când soldații și-au dat seama că războiul nu părea să se sfârșească în curând.
Se afirmă în zilele noastre că executarea pacifistului Arndt Pekurinen din noiembrie 1941 a fost datorată încercării de evitare a demoralizării armatei în urma activismului împotriva războiului.

## Voluntarii și sprijinul internațional
La fel ca și în timpul Războiului de Iarnă, în sprijinul finlandezilor au sosit voluntari suedezi. Până în decembrie voluntarii au păzit baza navală sovietică de la Hanko, iar după evacuarea acesteia, suedezii au fost în mod oficial demobilizați. Un număr de peste 1.600 suedezi au luptat pentru Finlanda pentru perioade de 3 – 6 luni. Numai 60 dintre aceștia se mai aflau în rândurile armatei finlandeze în vara anului 1944. Aproximativ o treime dintre voluntari mai luptaseră și în războiul de iarnă. Cam un sfert dintre voluntari îl reprezentau ofițerii demisionari din armata suedeză.
Pe frontul finlandez a luptat și un batalion SS format din voluntari veniți din Norvegia, la vremea aceea țară ocupată de naziști , la fel și câțiva voluntari din Danemarca.
În lupte au participat și aproximativ 3.400 de voluntari estonieni.

## Manevrele diplomatice
Operațiunea Barbarossa a fost planificată ca un război fulger (blitzkrieg) care să dureze numai câteva săptămâni. Observatorii americani și britanici au considerat că invazia avea să ducă la victoria germanilor mai înainte de sfârșitul lunii august. În toamna anului 1941, această opinie s-a dovedit a fi nefondată, iar englezii au început să se îndoiască de capacitatea ofensivă a naziștilor. Trupele germane din nordul Finlandei s-au lovit de greutăți pe care nu erau pregătite să le depășească, ceea ce a dus la eșecuri în atingerea obiectivelor propuse, cea mai importantă nereușită fiind necucerirea portului Murmansk. Strategia finlandeză s-a schimbat încetul cu încetul. Ei au încercat să încheie o pace separată cu sovieticii, dar presiunile germane s-au dovedit prea puternice. Opinia conform căreia trupele finlandeze trebuiau să continue acțiunile militare doar în condițiile în care ele ar fi trebuit să fie expuse cât mai puțin a câștigat un sprijin tot mai important, probabil și în speranța că  Wehrmachtul și Armata Roșie aveau să fie suficient de mult sleite de lupte pentru ca germanii și sovieticii să caute la rândul lor pacea, sau cel puțin să lase libertatea Finlandei să ia o decizie în privința încetării războiului. Au existat și responsabili militari și politici finlandezi care probabil au sperat în victoria finală a germanilor.
Participarea Finlandei în război a asigurat numeroase avantaje Germaniei Naziste. Flota sovietică era blocată în Golful Finic, astfel încât Marea Baltică era un excelent teren de antrenament pentru submarinele germane și era liberă pentru transporturile navale naziste, în special al minereului de fier suedezși al nichelul finlandez atât de necesare pentru industria siderurgică germană.  Frontul finlandez a asigurat flancul Grupului de Armate Nord al germanilor din țările baltice. Cele 16 divizii finlandeze au blocat numeroase trupe sovietice în nord, au ținut sub o continuă presiune apărătorii Leningradului – asta în ciuda faptului că Mannerheim a refuzat să atace orașul – și a amenințat transportul pe cale ferată spre și dinspre Murmansk. În plus, Suedia era izolată și supusă fără încetare presiunilor germane.
În ciuda contribuțiilor la cauza nazistă, atitudinea aliaților occidentali față de Finlanda era ambivalentă, varia de la o anumită simpatie pentru o țară mică victimă a agresiunii rusești până la poziția de sprijinire necondiționată a aliatului vital în lupta antinazistă, Uniunea Sovietică.  Ca urmare a acestor complicații, Regatul Unit a declarat război Finlandei, dar Statele Unite ale Americii nu i-au urmat exemplul. Cu doar câteva excepții, nu au existat lupte directe între armatele acestor aliați occidentali și cea a Finlandei, dar marinarii finlandezi aflați în apele internaționale au fost internați în lagăre de prizonieri. În Statele Unite, Finlanda a fost denunțată pentru atacurile împotriva transporturilor navale din cadrul programului american Lend-Lease, dar a avut aprobarea să continue să facă plăți din conturile datoriei din primul război mondial în toată perioada.
Datorită apartenenței Finlandei la Pactul Anticomintern și a demnării și a altor înțelegeri cu Germania Nazistă, Italia și Japonia, Aliații au considerat Finlanda ca una dintre puterile Axei, deși în cazul Finlandei se folosea termenul "în cobeligeranță cu Germania".

### Evreii din Finlanda
Finlanda s-a bucurat de respectul comunității internaționale pentru păstrarea și în perioada războiului a structurilor democratice și pentru refuzul de a permite extinderea practicilor antievreiești naziste în țară. Evreii finlandezi au fost recrutați în armata națională, evreii nefiind doar tolerați în Finlanda, Arhivat în 15 iunie 2005, la Wayback Machine., dar multor refugiați evrei li s-a acordat azil, numai 8 din cei peste 500 de refugiați fiind predați naziștilor. Sinagoga de campanie din Karelia Răsăriteană a fost probabil unica de acest fel din armatele Axei în timpul războiului. Au existat câteva cazuri în care ofițeri finlandezi evrei au fost decorați cu Crucea de Fier, distincție refuzată însă de către aceștia.

### Politica finlandeză în teritoriile ocupate
Între 2.600 și 2.800 de prizonieri sovietici au fost predați germanilor. Cei mai mulți dintre ei, cam 2.000, s-au alăturat Armatei Ruse de Eliberare. Cei mai mulți dintre cei rămași erau ofițeri și ofițeri politici. 74 dintre ei, care după nume păreau evrei, au fost predați Gestapoului pentru interogare sau murit în lagărele de concentrare naziste.
Dintre cei 64.188 prizonieri sovietici căzuți în mâinile finlandezilor, 18.318 au pierit în lagărele finlandeze de prizonieri .
După încheierea războiului, pentru fapte documentate prin mărturiile foștilor prizonieri, 1.381 de finlandezi din efectivele care asigurau administrarea și paza lagărelor au fost acuzați de crime de război. Dintre aceștia, 658 au fost achitați, iar 723 au fost condamnați.
Un mare număr de emigranți sovietici care au fost colonizați în Karelia Răsăriteană după anul 1917 au fost internați în lagăre de concentrare. Populația rusească a fost fie evacuată, fie, în cazul bărbaților, înrolată în armată. Doar o treime dintre cei 470.000 de locuitori pe care îi avea Karelia Răsăriteană în momentul sosirii finlandezilor au mai rămas în regiune, și, dintre aceștia, doar jumate erau karelieni. Cam 30% (24.000) din populația rusească rămasă a fost internată, 6.000 de ruși fiind capturați când încercau să se refugieze peste lacul Onega, iar 3.000  au fost evacuați din zona de la sud de râul Svir pentru a îndepărta pericolul atacurilor partizanilor sovietici din spatele frontului. În primăvara anului 1942, 3.500 prizonieri ruși au murit de foame. Condițiile de detenție s-au îmbunătățit într-o oarecare măsură, în următorii doi ani mai murind în lagărele finlandeze doar 500 de oameni.
Cam 2.100 de prizonieri sovietici au fost predați finlandezilor de către germani. Cei mai mulți dintre ei erau estonieni sau karelieni care au dorit să se înroleze în armata finlandeză. Aceștia, împreună cu voluntarii din Karelia Răsăriteană ocupată de finlandezi, au format așa-numitul "Heimopataljoona – batalionul celor de-un sânge". După încheierea războiului, URSS a pretins ca membrii acestui batalion să-i fie predați. Câțiva dintre ei au reușit să evadeze în timpul transportului, dar cei mai mulți dintre ei au fost executați sau au fost trimiși în Gulag.
În 1941, chiar mai înainte de izbucnirea războiului, s-a format cu aprobarea tacită a guvernului finlandez un batalion de voluntari finlandezi care a fost încadrat în Waffen-SS. Acest fapt a fost considerat un semn al hotărârii finlandezilor de a coopera cu germanii. Acest batalion, Finnisches Freiwilligen Bataillon, a luptat în cadrul Diviziei SS Wiking în Ucraina și Caucaz. Batalionul a fost retras de pe front în mai 1943 și a fost transferat la Tallinn, unde a fost desființat la 11 iulie. Soldații au fost mai apoi încadrați în diferite unități finlandeze.

## Sfârșitul războiului

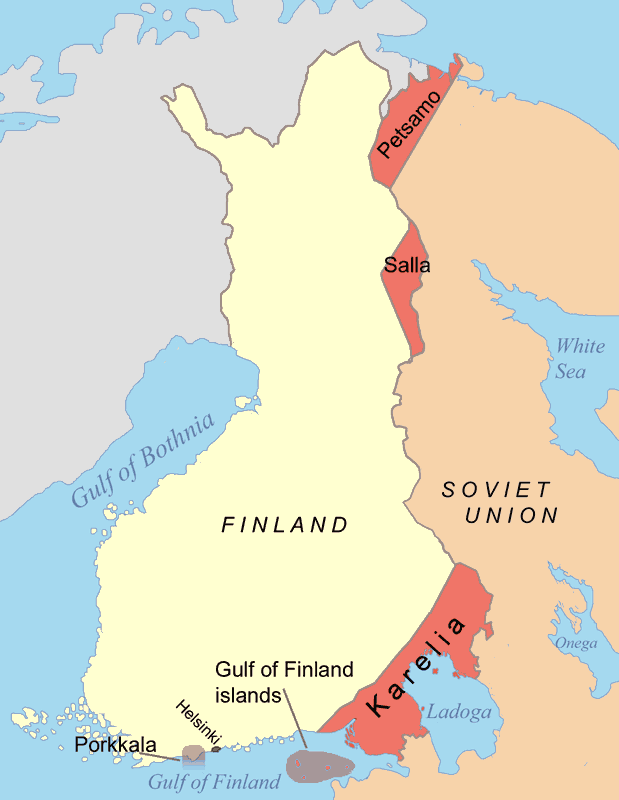
Zonele cedate de Finlanda în favoarea Uniunii Sovietice în 1944

Finlanda a început să caute în mod activ o cale de ieșire din război după înfrângerea dezastruoasă suferită de germani la Stalingrad. Edwin Linkomies a format un nou cabinet care avea ca sarcină principală procesul de pace. Negocieri de pace au fost duse între partea finlandeză pe de-o parte și Aliații occidentali și Uniunea Sovietică pe de alta, cu intermitențe intre 1943 – 1944, dar fără nici un rezultat.
În loc de încetarea focului, Uniunea Sovietică a declanșat la 9 iunie 1944 o ofensivă de proporții în Istmul Karelia și în zona Lacului Ladoga. În a doua zi a ofensivei, forțele sovietice au străpuns liniile finlandeze și au avansat de o asemenea natură în următoarele zile, încât se părea că este pusă în primejdie supraviețuirea Finlandei. Armata Roșie a eliberat Petrozavodsk la 28 iunie 1944. Mai înainte de a se retrage din zonă, forțele finlandeze au oferit populației civile hrană pentru două săptămâni, acesta fiind un eveniment rar în istoria războaielor.
Armata finlandeză ducea lipsă de arme antitanc moderne cu care ar fi putut opri ofensiva blindatelor grele sovietice. Ministrul german al afacerilor externe, Joachim von Ribbentrop, a oferit asemenea arme finlandezilor în schimbul garanției că Finlanda nu va mai căuta să semneze o pace separată. La 26 iunie, președintele Risto Ryti a dat aceste  garanții ca pe un angajament personal, pe care intenționa să-l lase moștenire următorului președinte.  În plus fața de livrările de materiale de război, Hitler a trimis în Finlanda câteva brigăzi de tunuri de asalt și o unitate de vânătoare-bombardament a Luftwaffe pentru a sprijini apărarea în cele mai periclitate sectoare ale frontului.
Odată cu primirea ajutoarelor germane, finlandezii au reușit să oprească ofensiva sovietică la începutul lunii iulie a anului 1944, după o retragere de aproximativ 100 de kilometri, care îi adusese aproximativ pe aceleași linii de apărare pe care se luptaseră în timpul războiului de iarnă, (linia VKT - "Viipuri–Kuparsaari–Taipale", care se întindea de la Vîborg până la râul  Vuoksi, și de-a lungul râului până la Lacul Ladoga până la Taipale). Ofensiva Armatei Roșii a fost stopată în bătălia de la Tali-Ihantala în ciuda superiorității materiale și umane a sovieticilor. În acest moment însă, Finlanda devenise deja un teatru de luptă secundar, conducerea militară sovietică având atenția concentrată asupra luptelor din Polonia și Europa de Sud-Est. Debarcarea aliată din Normandia se dovedise un succes, iar sovieticii nu doreau să lase mână liberă anglo-americanilor în Europa Centrală. Deși reușiseră stabilizarea frontului, finlandezii erau sleiți și doreau o ieșire cât mai rapidă din război.
Mannerheim afirmase de mai multe ori că în cazul în care trupele germane din Estonia se retrag, Finlanda ar fi fost forțată să ceară pacea chiar și în condițiile cele mai defavorabile. Ocuparea Estoniei de către sovietici ar fi putut oferi rușilor o bază excelentă pentru atacare pe cale aerului a capitalei Helsinki sau a altor orașe și pentru operațiune amfibie care ar fi tăiat accesul pe mare al Finlandei. Când germanii s-au retras din Estonia, dorința de pace a finlandezilor a crescut. Dându-și seama de adevărata situație, reacțiile germane la declarațiile finlandeze cu privire la pacea separată au fost doar proteste verbale.
Președintele Ryti și-a dat demisia, iar eroul național și conducătorul militar suprem finlandez, Carl Gustaf Emil Mannerheim, a fost numit în mod extraordinar de către parlament în funcția de președinte, având sarcina expresă a încetării războiului.
La 4 septembrie au încetat acțiunile militare ale Finlandei. Uniunea Sovietică a încetat ostilitățile la exact 24 de ore după finlandezi. La 19 septembrie a fost semnat un armistițiu între cele două părți. Finlanda a fost obligată să facă mai multe concesiuni restrictive: Uniunea Sovietică revenea la granițele din 1940, iar în plus căpăta regiunea Petsamo; regiunea peninsulei Porkkala (aflată în vecinătatea capitalei Helsinki) a fost închiriată URSS pentru 50 de ani ca bază navală, (a fost însă returnată în 1956); drepturile sovietice de tranzit au fost garantate; armata finlandeză a trebuit să fie demobilizată în grabă, iar trupele germane au trebuit să părăsească rapid țara. Cum germanii au refuzat să părăsească Finlanda de bună-voie, finlandezii s-au văzut obligați să lupte împotriva foștilor aliați în războiul din Laponia.

## Concluzii
Privind retrospectiv, declanșarea acestui ultim război fino-sovietic poate fi văzută ca rezultat al unui șir întreg de aprecieri politice greșite făcute de conducerea finlandeză, în care capacitățile lor militare au depășit abilitatea diplomatică. Mulți comentatori apreciază că Finlanda a fost victima ghinionului, trebuind să ia decizii care ar fi adus-o oricum în situația de a fi atacată de una dintre părțile aflate deja în conflict. Dacă nu ar fi intrat în război împotriva URSS, Finlanda ar fi fost totuși atacată de Germania Nazistă, care avea nevoie de o bază de atac împotriva Leningradului.
Bătrânul mareșal Mannerheim poate fi făcut responsabil pentru anumite acțiuni greșite, precum a fost declarația "teaca sabiei" din Ordinul de zi din 10 iulie 1941, dar, până la sfârșitul războiului, prestigiul mareșalului era uriaș atât în rândurile foștilor aliați cât și în acela al inamicilor, în Finlanda sau peste graniță, ceea ce a dus la salvarea țării de impunerea unor despăgubiri uriașe de război.
În orice caz, soarta Finlandei nu a fost mai rea decât a altor țări implicate în cel de-al doilea război mondial. Numai 2.000 de civili au fost uciși în timpul războiului. În trei ani, până la 20 iunie 1944, când a căzut Vyborgul, nici un oraș important finlandez nu a fost asediat sau ocupat. Numai trei capitale europene, ale căror țări au luat parte la cel de-al Doilea Război Mondial, nu au fost ocupate în timpul conflictului mondial: Londra, Moscova și Helsinki. În sfârșit, Finlanda a reușit să-și păstreze statutul de țară independentă, ca și sistemul parlamentar-democratic și sistemul economiei de piață.
După război, Finlanda a reușit să-și păstreze independența modelându-și de așa natură relațiile internaționale încât să nu provoace URSS-ul, într-o vreme cât Uniunea Sovietică era în mod indiscutabil a doua superputere a lumii. Aceste concesiuni finlandeze au fost răsplătite de URSS prin renunțarea la anumite câștiguri obținute după încheierea războiului și prin neamestecul în treburile interne ale fostului său inamic. Finlanda a semnat un pact de cooperare și de asistență mutuală prin care garanta că, în cazul unui conflict între puterile occidentale și Uniunea Sovietică, avea să-și apere spațiul aerian și teritoriul împotriva atacurilor țărilor capitaliste. Pentru Moscova, păstrarea independenței Finlandei a părut un preț mic plătit pentru păstrarea neutralității Suediei în timpul războiului rece.